# Archiv für österreichische Geschichte

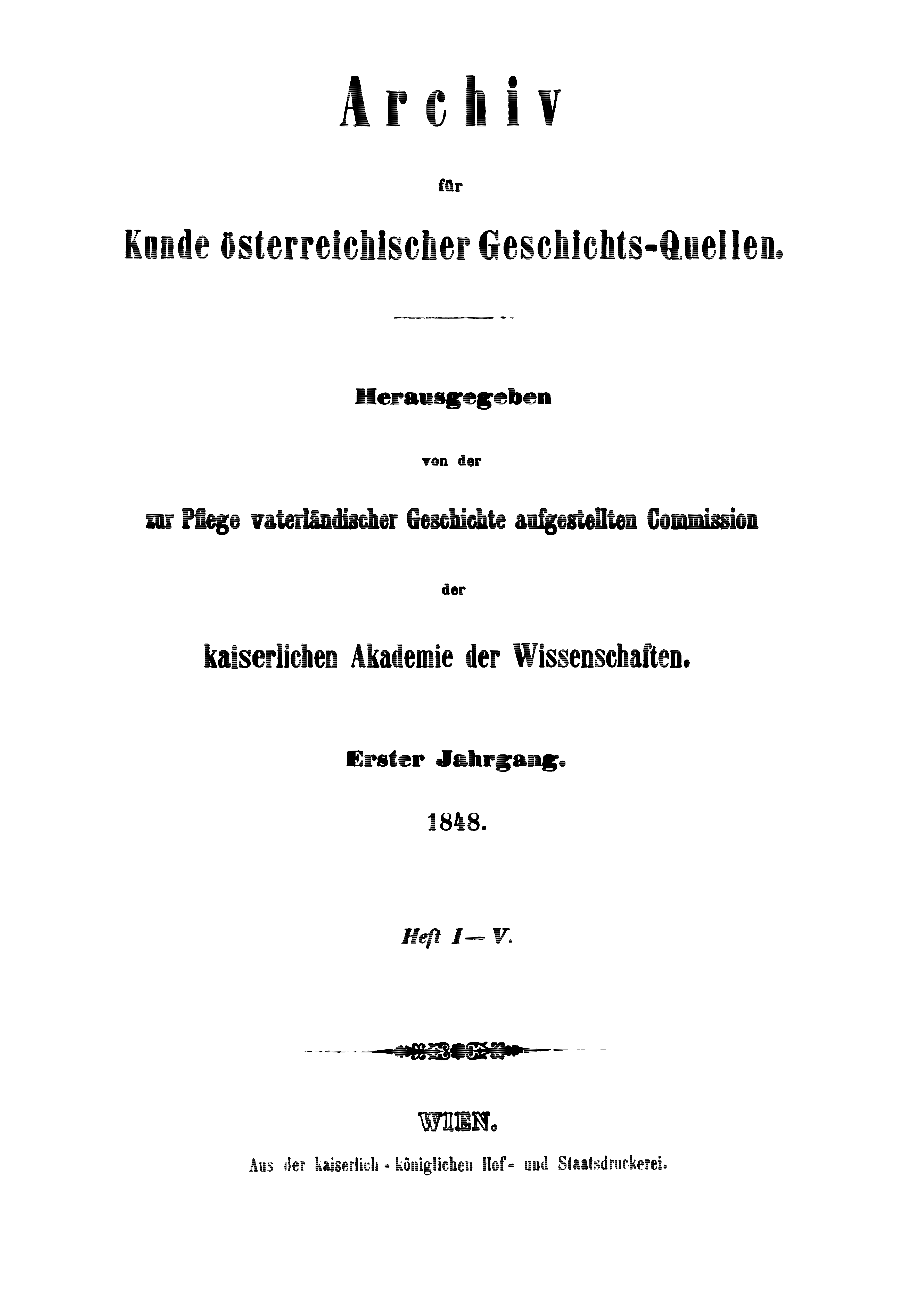
Titelblatt der Erstausgabe von 1848

Das Archiv für österreichische Geschichte (AÖG), ursprünglich Archiv für Kunde österreichischer Geschichts-Quellen, ist eine Schriftenreihe, die ab 1848 von der zur Pflege vaterländischer Geschichte aufgestellten Commission der kaiserlichen Akademie der Wissenschaften in Wien (heute: Historische Kommission) herausgegeben und im ursprünglichen Format im Jahr 1966 eingestellt wurde. Danach wurde die Publikation als monographische Reihe fortgeführt.

## Geschichte
Die österreichische Historische Kommission der kaiserlichen Akademie der Wissenschaften gab zunächst von 1848 bis 1865 unter dem Titel Archiv für Kunde österreichischer Geschichtsquellen eine Reihe von Schriften heraus, die aus 33 Bänden bestand. Die mit Band 34 anschließende Folgereihe erschien unter dem neuen Titel Archiv für österreichische Geschichte. Die Bände bestanden teilweise aus mehreren Heften, wobei ab dem 2. Band eine durchgehende Paginierung erfolgte. Zu den ersten Bänden wurde als Beilage zudem von 1851 bis 1859 das sogenannte Notizblatt in neun Teilen herausgegeben. Sie erschien bis 1966 (Band 125) unregelmäßig in bis zu mehreren Heften je Jahr als Sammelwerk und wurde dann als monographische Reihe fortgeführt.

## Ausgaben
- k.k. Akademie der Wissenschaften in Wien, Historische Commission (Hrsg.): Archiv für Kunde österreichischer Geschichts-Quellen. Band 1–33. k.k. Hof- und Staatsdruckerei, Wien (hathitrust.org – 1848 bis 1865).
- Kaiserl. Akademie der Wissenschaften in Wien: Notizenblatt: Beilage zum Archiv für Kunde Österreichischer Geschichtsquellen. K.K. Hof- und Staatsdruckerei, Wien (hathitrust.org – 1851–1859).
- k.u.k./Österr. Akademie der Wissenschaften, Wien. Historische Kommission (Hrsg.): Archiv für österreichische Geschichte. Band 34–125. k.u.k. Hof- und Staatsdruckerei / Böhlau / Verlag der Österreichischen Akademie der Wissenschaften, u. a., Wien/Graz (1865 bis 1966).